# Suur-Randvere
Suur-Randvere (Duits: Randefer) is een plaats in de Estlandse gemeente Saaremaa, provincie Saaremaa. De plaats heeft de status van dorp (Estisch: küla).
Tot in oktober 2017 heette de plaats Randvere. De plaats lag tot in december 2014 in de gemeente Kaarma en tussen december 2014 en oktober 2017 in de gemeente Lääne-Saare. In die laatste maand werden alle gemeenten op het eiland Saaremaa samengevoegd. Omdat er in de fusiegemeente nog een ander dorp Randvere ligt, werd dit dorp Randvere omgedoopt. Tegelijk werden de dorpen Koidu, Põlluküla, Tamsalu en Viira bij Suur-Randvere gevoegd.

## Bevolking
Randvere had 11 inwoners op 31 december 2011. Suur-Randvere had 196 inwoners op 31 december 2021.

## Ligging
Suur-Randvere ligt ca. 7 km ten noordwesten van de stad Kuressaare aan de Tugimaantee 78, de secundaire weg van Kuressaare via Kihelkonna naar Veeremäe.

## Geschiedenis
In 1504 werd voor het eerst een landgoed Randefer genoemd. In 1653 kwam het in handen van Magnus Gabriel De la Gardie. Vanaf het eind van de zeventiende eeuw tot in 1798 was het landgoed een kroondomein onder de koning van Zweden. Vanaf 1798 tot aan de onteigening door het onafhankelijk geworden Estland in 1919 was het landgoed bijna onafgebroken in handen van de familie von der Osten-Sacken.
Pas in de vroege jaren twintig is er sprake van nederzettingen op het voormalige landgoed: Koidu, Põlluküla, Randvere, Tamsalu en Viira. In 1977 werden deze vijf dorpen met Pärni en Tõlli samengevoegd tot één groot dorp Randvere. In 1997 werden het weer zeven zelfstandige dorpen. In 2017 werden Koidu, Põlluküla, Randvere, Tamsalu en Viira opnieuw samengevoegd, nu tot Suur-Randvere. Pärni en Tõlli bleven zelfstandig.